# Here Are the Sonics
| Оценки критиков  | Оценки критиков |
| Источник         | Оценка          |
| ---------------- | --------------- |
| AllMusic         | [ 7 ]           |
| Gaslight Records | [ 8 ]           |
| Q                | [ 9 ]           |

Here Are the Sonics — дебютный студийный альбом американской рок-группы The Sonics, выпущенный в марте 1965 году на лейбле Etiquette Records. Продюсерами альбома стали Джон «Бак» Ормсби и Кент Моррилл из группы The Wailers. Альбом был выпущен как в моно, так и в стереозвучании. В 1999 году он был переиздан в моно на нью-йоркском лейбле Norton Records.
Альбом считается культовым и предвосхитил такие будущие музыкальные жанры, как панк-рок, хоррор-панк и сайкобилли. В 2005 году был включён в альманах Тысяча и один музыкальный альбом, который стоит прослушать, прежде чем вы умрёте.

## Об альбоме
Песня «The Witch» была написана Джерри Росли и доработана им вместе с Робом Линдом во время их посиделок за барбекю во дворе Линда. Первоначально это была «тяжёлая блюзовая песня» с совершенно отличным от получившегося в итоге текстом, подходящая для танцев. Группа решила обратиться за советом по записи к The Wailers — самой влиятельной местной группе. Басист The Wailers Бак Ормсби был владельцем лейбла Etiquette Records, на котором выпускались записи его группы. Ормсби отговорил The Sonics записывать «The Witch» в её первоначальном виде, заявив что «это одна из множества дурацких танцевальных песен, и группе с таким потенциалом необходима не песня-однодневка, а что-то более долговечное.» Росли переписал текст, сделав его более зловещим, добавили гитарных брейков и Ларри Парипа протянул кусок стали через струны для создания «более колдовского звучания». На первой рекорд-сессии были записаны «The Witch» и кавер-версия «Keep A-Knockin’», известная в исполнении Литл Ричарда. В то время Росли заболел ларингитом и звукорежиссёры безуспешно пытались уговорить его отложить запись. Поэтому в обеих песнях его голос звучит необычайно хрипло. Выйдя из студии, музыканты направились в дом братьев Парипа, чтобы сыграть то что они только что записали, перед их родителями. Сыграв, они были очень расстроены, так как посчитали что запороли свою первую запись.
С раскруткой песни возникли проблемы, так как диджеи всех местных радиостанций считали песню слишком жёсткой. Диджей крупнейшей сиэтлской рок-н-ролл радиостанции KJR Пэт О’Дэй заявил, что добавит песню в ротацию, как только она попадёт в чарты. Позже, О’Дэй увидел группу на концерте и впечатлился ими, и сразу после попадания «The Witch» в чарт он поставил песню в эфир. Успех песни позволил группе перенести выступления на более крупные площадки.
На поздних версиях «The Witch», обратная сторона с «Keep A-Knockin’» была заменена собственной песней The Sonics «Psycho», так как у группы не было денег заплатить за использование «Keep A-Knockin’». «Psycho» была сочинена после концерта в клубе Red Carpet, когда участники группы решили, что им нужна песня, под которую людям захотелось бы танцевать. Они начали играть хит того года «Farmer John» The Premiers, построенный на трёх аккордах. Посетители сразу стали танцевать, и группа решила использовать рифф из «Farmer John» в будущей песне, а также добавить больше барабанов Беннета в стиле популярных в то время The Dave Clark Five. На следующую ночь в Audio Recording Studios, принадлежащей звукорежиссёру Кирни Бартону, работавшему с The Wailers, была записана «Psycho». По воспоминаниям Бартона, группа заявилась ночью и сыграла песню живьём на двухдорожечный магнитофон, управившись за 45 минут.
С «Psycho» группа добилась ещё большего успеха и открыла концерт The Beach Boys в сиэтлском Coliseum, выступив перед 10,000 человек. Промоутеры начали подталкивать The Sonics и Ормсби к записи альбома.
Было решено снова записаться в Audio Recording Studios с Бартоном в качестве звукорежиссёра. Запись проводилась на двухдорожечный магнитофон. На ударную установку приходился один микрофон, помещённый между Беннеттом и большим барабаном. Одним из обязательных условий записи были выкрученные на максимум ручки всех усилителей. The Sonics самостоятельно открывали новые способы искажения звука, вокал Джерри Росли был бешеным и кричащим (его иногда называют «белым Литтл Ричардом»), при записи гитары и саксофона активно использовался эффект дисторшн. При записи группа вела себя словно выступает на концерте, и в итоге альбом получился «грязным и яростным». Тексты собственных песен (автором которых был Джерри Росли) были намеренно примитивными, в них пелось о мрачных темах — ведьмы («The Witch»), психопаты («Psycho»). Типичным примером является одна из известнейших композиций группы — «Strychnine», где пелось: «Кто-то любит воду, кто-то любит вино, а я предпочитаю вкус чистого стрихнина».
В переиздание вошли кавер-версия «Keep A-Knockin’» с обратной стороны сингла «The Witch», а также собственные песни группы «Don’t Believe in Christmas», «Santa Claus» и «The Village Idiot» (интерпретация «Jingle Bells»), выходившие на рождественском сборнике Etiquette Records Merry Christmas.

## Список композиций
| №   | Название                                           | Автор(ы)                             | Длительность |
| --- | -------------------------------------------------- | ------------------------------------ | ------------ |
| 1.  | «The Witch»                                        | Джерри Росли                         | 2:40         |
| 2.  | «Do You Love Me»                                   | Берри Горди                          | 2:18         |
| 3.  | «Roll Over Beethoven»                              | Чак Берри                            | 2:49         |
| 4.  | «Boss Hoss»                                        | Росли                                | 2:24         |
| 5.  | «Dirty Robber» (кавер-версия The Fabulous Wailers) | Джон Грик, Кент Моррилл, Рик Дэнджел | 2:02         |
| 6.  | «Have Love Will Travel»                            | Ричард Берри                         | 2:40         |
| 7.  | «Psycho»                                           | Росли                                | 2:17         |
| 8.  | «Money (That’s What I Want)»                       | Горди, Джени Брэдфорд                | 2:00         |
| 9.  | «Walkin’ the Dog»                                  | Руфус Томас                          | 2:45         |
| 10. | «Night Time Is the Right Time»                     | Лу Герман                            | 2:58         |
| 11. | «Strychnine»                                       | Росли                                | 2:13         |
| 12. | «Good Golly Miss Molly»                            | Джон Мараскалсо, Роберт Блэкуэлл     | 2:08         |

| №   | Название                                                      | Автор(ы)       | Длительность |
| --- | ------------------------------------------------------------- | -------------- | ------------ |
| 13. | «Keep A-Knockin’»                                             | Перри Брэдфорд | 1:55         |
| 14. | «Don’t Believe in Christmas»                                  | Росли          | 1:46         |
| 15. | «Santa Claus» (содержит фрагменты «Farmer John» The Premiers) | Росли          | 2:52         |
| 16. | «The Village Idiot» (интерпретация Jingle Bells)              | народная       | 2:38         |

## Над альбомом работали
- Джерри Росли — вокал, орган, фортепиано
- Энди Парипа — бас-гитара
- Ларри Парипа — лид-гитара, бэк-вокал
- Роб Линд — саксофон, бэк-вокал, губная гармоника
- Боб Беннетт — барабаны

Производство
- Бак Ормсби — продюсер
- Кент Моррилл — продюсер
- Кирни Бартон — звукорежиссёр
- Боб Ирвин — мастеринг
- Джон Л. Влахович — дизайн
- Джинни Деллацио — фото на обложке